# Mathias Møller Nielsen
Mathias Møller Nielsen (nascido em 19 de março de 1994) é um ciclista amador dinamarquês que compete em provas de ciclismo de estrada e pista, no qual é especialista na perseguição. Em 2012, foi o vencedor do Campeonato Europeu de Ciclismo em Pista na perseguição por equipes, em Anadia (Portugal). Competiu representando a sua nação nos Jogos Olímpicos de 2012, em Londres, onde terminou em quinto na prova de perseguição por equipes.